# Kappel Kirke
Kappel Kirke är en kyrka som ligger i Kappel Sogn omkring åtta kilometer sydväst om orten Nakskov på västra delen av ön Lolland.

## Kyrkobyggnaden
Kappel Kirke är uppförd omkring år 1464. I sin nuvarande form består kyrkan av ett långhus med ett smalare kor i öster. Vid långhusets södra sida finns ett vidbyggt vapenhus uppfört år 1942.
På långhusets tak finns en takryttare av trä med tornspira. Fasaderna är vitkalkade och taket är belagt med rött tegel.

## Inventarier
- Dopfunten är av grå kalksten i romansk stil. Tillhörande dopfat är ett sydtyskt arbete från omkring år 1575.
- Predikstolen i renässansstil är tillverkad år 1627. I korgens bildfält finns skupturer föreställande Jesus och de fyra evangelisterna. Ljudtak saknas.
- Altartavlan från 1860-talet är målad av Jørgen Roed och har motivet Jesus i Emmaus (Lukas 24:13-35).